# Cane da pastore carnico
Il cane da pastore carnico è una razza di cane da pastore, originaria delle Alpi Carniche. Le prime testimonianze dell’esistenza di questa razza risalgono al XIX secolo.

## Storia
Il cane da pastore carnico deriva da una serie di incroci con un progenitore comune a tante altre razze: il cane da pastore tedesco. Girano alcune voci su quale sia la vera origine del pastore carnico, la più accreditata risale al lontano 1824 quando un allevatore di cani di nome Ippolito Del Bon, per venire incontro alle necessità creò l'incrocio che oggi più si avvicina agli standard della razza. Da come scritto nel rapporto di creazione della razza del pastore carnico, si evince che Ippolito Del Bon aveva la necessità di un cane che potesse sopportare le alte e le basse temperature, per aiutarlo nel trasporto di merci dalla montagna alla valle, e che fosse abile nel fiuto e nella caccia. Già munito di cani da pastore tedesco, li fece accoppiare con diverse razze di segugi, poiché il primo, a pelo lungo, difficilmente sopportava le alte temperature che spesso raggiungevano le valli. Dopo alcuni esperimenti a lui non graditi, Ippolito Del Bon trovò nel segugio della transilvania la soluzione; l'incrocio era sorprendentemente abile nel cacciare e il suo pelo di lunghezza non eccessiva lo faceva il padrone delle alte e basse temperature. Avviò così l'allevamento di questa nuova razza di cane da pastore che si diffuse pian piano in tutta la penisola.
Altre testimonianze di questa razza risalgono alla prima guerra mondiale, dove i pastori che abitavano le alpi carniche mandavano in soccorso del corpo alpino i loro cani da pastori carnici, diventando così simbolo del corpo alpino, che successivamente nel 1919 richiese l'inserimento della razza tra le razze canine, ciò fu approvato due anni più tardi, quando furono scritti gli standard della razza, rimasti tuttora invariati.

## Descrizione
Il pastore carnico è un cane a pelo medio, spesso di colore scuro sul dorso e più chiaro sul ventre e il muso, anche se si possono trovare varianti completamente nere. Ha una fisionomia slanciata, che lo rende abile nella corsa, il pelo non troppo lungo lo rende perfetto per il soccorso in mare, tra le macerie e nelle valanghe. La coda è ben piazzata, forte alla base e di media lunghezza. Il pelo è corto sulla testa, sulla faccia esterna alle orecchie e sugli arti Pelo medio e liscio sul restante corpo. Coda guarnita di pelo lungo ed abbondante, formante pennacchio. Gli occhi sono di grandezza media, di colore brunazzo, preferibilmente scuro. Le orecchie sono di apparenza nettamente triangolare, di media lunghezza, non rigide, conchiglia ben arrotondata alla base. La testa è ben cesellata, lunga, a senza esagerazione e asciutta. Cranio e muso di uguale lunghezza. Muso di lunghezza media. Labbra di pelle sottile. Cranio di lunghezza media.

## Carattere
È una razza molto duttile e versatile con grande efficacia nei compiti più svariati: per la guardia, la difesa, come cane da catastrofe, da valanga, da compagnia e, naturalmente, da pastore. Il pastore carnico è un cane vigile e attivo, ricco di vitalità e sempre pronto all'azione. Ottimo per la guardia delle proprietà e di tutte le cose considerate sotto la sua custodia, è anche un tenace difensore del suo proprietario. Il suo temperamento vivo e vigile, unito al suo carattere sicuro, senza alcuna paura né aggressività, deve sempre apparire dall'atteggiamento del corpo e dall'espressione fiera ed attenta dei suoi occhi brillanti.

## Cure
Durante la crescita non sono necessarie cure particolari: è sufficiente alimentarlo con una dieta bilanciata che, per definizione, non richiede alcuna integrazione. Per quanto riguarda il mantello occorre spazzolarlo ogni settimana e togliere allo stesso tempo il pelo morto, specie nel corso della stagione estiva.

## Consigli
Il cane da pastore carnico è una razza molto difficile in quanto il cane è incline alla caccia, ha bisogno di stimoli costanti ed una buona educazione, poiché in mancanza di quest'ultima può risultare molto aggressivo.

## Impiego
- Agility dog
- Compagnia
- Guardia
- Utilità e difesa
- Flyball
- Free style
- Obedience
- Protezione civile
- Soccorso alpino
- Cane da salvataggio in acqua